# Tu vida en 65'
Tu vida en 65', también conocida como Tu vida en 65 palabras, es una película española de María Ripoll y guion de Albert Espinosa de 2006. 

## Argumento
Dani, Francisco e Ignacio leen la esquela en el periódico de un antiguo compañero de colegio, Albert. Al acudir al tanatorio Dani se encuentra con una exnovia y conoce a la hermana del fallecido, Cristina, de la que se enamora. Más tarde al descubrir que se equivocó de persona, Dani confiesa la verdad.

## Comentarios
Basada en una obra de Albert Espinosa adaptada por el propio autor, Tu vida en 65 minutos gira en torno a la idea de la muerte, llegando a la conclusión de que el encontrar la felicidad plena equivale a dejar de buscar y a abandonar este mundo puesto que nada de lo que ocurre a continuación estará al mismo nivel, idea que se subraya con un fundido en negro después de la penúltima secuencia y con el empleo de la canción In Between Days. Dicho discurso se articula a través de los diálogos de unos personajes que viven bajo el signo de la pérdida (Dani es huérfano) y que finalmente deciden decir aquellas cosas de las que nunca habían hablado (Francisco confiesa a Ignacio su amor por él, Dani habla del fallecimiento de su padre). Rodada con un estilo inspirado en la publicidad (imágenes aceleradas, y en el que los signos visuales hermanan las características de los personaje (cf. tanto Albert como Dani cuelgan en su habitación un póster de la película Cuenta conmigo), Tu vida en 65´ también propone un discurso sobre cómo el azar modifica la vida de la gente.